# Helix
Hélix — род брюхоногих моллюсков из семейства гелицид.
Род представляет собой большую группу сухопутных улиток. 
Виды рода распространены почти во всём мире. Некоторые, особенно H. aspersa, являются вредителями сельского хозяйства. К ним относятся также, из наиболее известных, H. pomatia (виноградная улитка) и H. lucorum.
Представители рода существовали от эпохи олигоцена до нынешнего времени.

## Внешний вид. Физиологические особенности
Здесь представлены особенности, относящиеся в основном исключительно к данному роду. Более подробно о строении представителей см. описания отряда и подотряда

### Строение туловища
Помимо раковины, защищающей внутренние органы улитки, в период активности последней можно наблюдать туловище и голову.
На голове расположены две пары щупалец. Задние чаще всего больше передних, на них расположены глаза. Передние щупальца выполняют роль органов осязания. Щупальца в зависимости от ситуации могут быть втянуты внутрь или вытянуты. Рот расположен внизу головы, имеет длинный язык — радулу, состоящую из множества тонких хитиновых зубов. Радула служит для измельчения пищи.
Размер взрослой особи варьируется, в зависимости от вида. Например, H. aspersa вырастает до 35 мм в длину, а H. pomatia вырастает до 45 мм.

### Питание
В основном представители рода являются травоядными. Они способны переваривать любую растительную пищу. Немаловажную роль играют особые симбиотические бактерии, помогающие пищеварению.

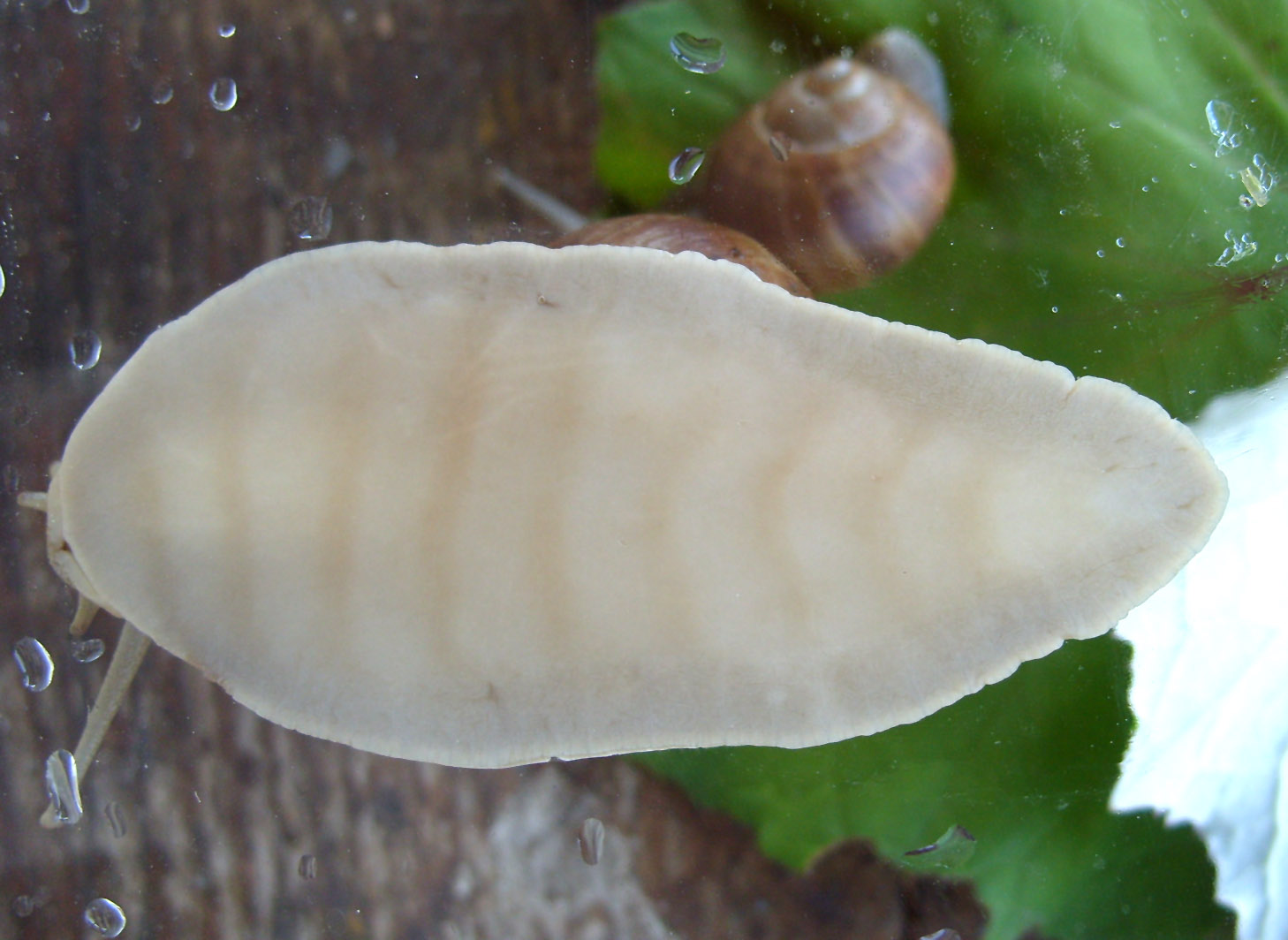
Виноградная улитка, движущаяся по стеклу

### Движение
Двигаются улитки по субстрату посредством сокращений ноги (нижней части туловища). С момента публикации в мартовском выпуске «Natural History» за 1974 год оценка наибольшей скорости садовой улитки (Helix aspersa), равная 0,03 мили в час (1,3 см/с) стала популярной. Однако точность её в 2016 году была поставлена под сомнение Робертом Камероном, который отметил, что в соревнованиях между улитками была зафиксирована скорость, более чем в пять раз меньшая — лишь 2,4 мм/с.

### Размножение
Более подробно о размножении представителей рода см. Лёгочные улитки#Размножение
Спариваются улитки в природных условиях в основном с апреля по август в силу более высокой температуры и влажности воздуха.
Спаривание длится от нескольких часов до целых суток. Все улитки данного отряда — гермафродиты. 

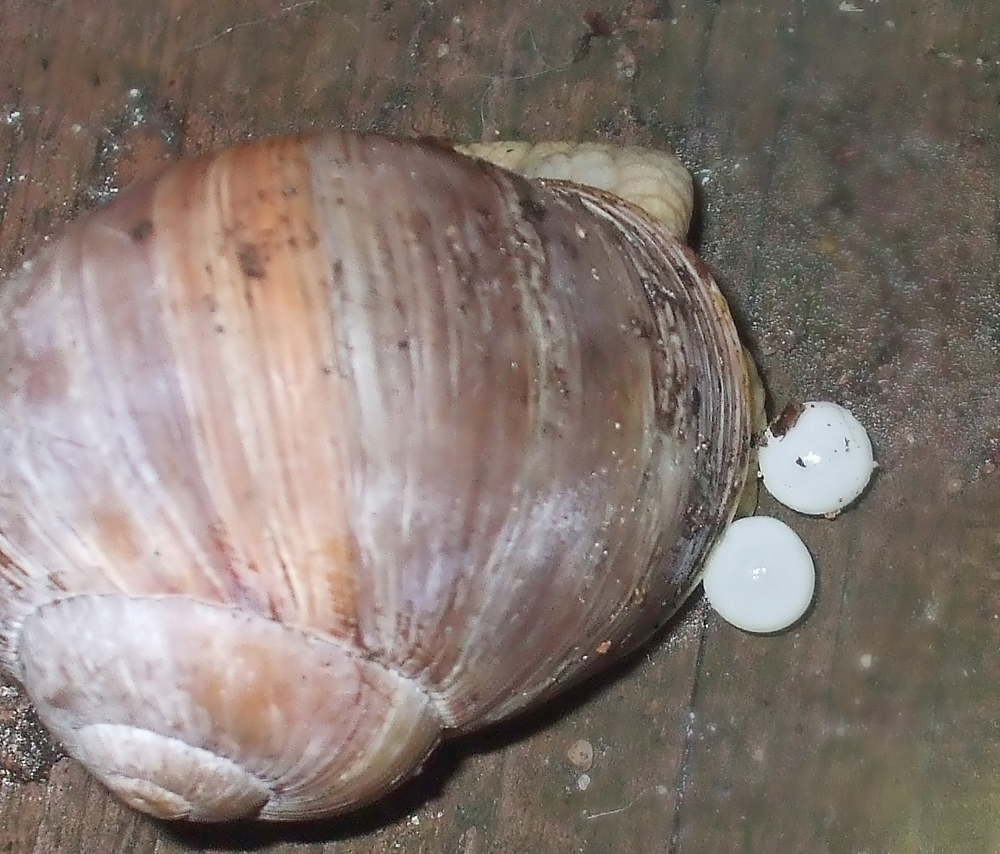
Виноградная улитка с только что отложенными яйцами

Многие представители имеют известковый орган под названием «любовная стрела». Он покрыт слизью, содержащей химическое вещество, которое обеспечивает более чем в два раза больше спермы, доходящей до семеприёмника партнёра.
Обычно яйца откладываются в почву обоими партнёрами через несколько дней после спаривания. В среднем в диаметре яйца составляют 4-6 мм.
Период полового созревания зависит от климата территории, на которой проживают особи. Он колеблется от девяти месяцев в Южной Африке до двух лет в Южной Калифорнии.

### Дыхание
Дышат представители рода, как и все представители отряда, с помощью лёгкого. Мускульный клапан регулирует процесс открытия и закрытия входа для воздуха. Клапан играет важную роль, например, в предотвращении утопления.

## Образ жизни. Места обитания
Представители рода предпочитают прохладные и влажные места. Наиболее активными являются в ночное время и после дождя. В неблагоприятных условиях улитка оставляет тело внутри раковины, располагаясь под камнем или в другом укрытии, для того чтобы не быть съеденной хищником.
При сухом климате улитки скапливаются вблизи водоёма.

### Период жизни
Жизнь улиток в дикой природе составляет в среднем 2-3 года. Однако улитки могут жить и дольше, например, был отмечен возраст старше 30 лет, но большинство не доживает до 8 лет в связи с распространённостью хищников и паразитов.

## Классификация
Ниже приведён список видов рода:
- подрод Helix
  - Helix albescens Rossmaessler (1839)
  - Helix lucorum L. (1758)
  - Helix pomatia L. (1758) — Виноградная улитка, или бургундская улитка, или римская улитка[11]
  - Helix philibinensis Rossmassler (1839)
- подрод Pelasga
  - Helix pomacella Mousson (1854)
  - Helix figulina Rossmassler (1839)
- подрод Cornu
  - Helix aspersa O.F.Müll. (1774) =  Cantareus aspersus =  Cornu aspersum
- подрод ?
  - Helix aperta Born (1778)
  - Helix ceratina Shuttlew.[12][13]
  - Helix engaddenis Bourguinat (1852)
  - Helix goderdziana Mumladze et Tarkhnishvili et Pokryszko (2008)[14] — самый крупный вид рода
  - Helix godetiana[15]
  - Helix lutescens Rossmassler (1837)
  - Helix mazzullii =  Cantareus mazzullii
  - Helix melanostomata Draparnaud (1801)
  - Helix obruta Morelet (1860)[16]
  - Helix texta Mousson (1861)[17]
  - Helix vermiculata
  - † Helix insignis

Некоторые систематики включают виды Helix aperta, Helix aspersa и Helix vermiculata в отдельный род.